# Coleocephalocereus purpureus
Coleocephalocereus purpureus är en kaktusväxtart som först beskrevs av Albert Frederik Hendrik Buining och Brederoo, och fick sitt nu gällande namn av Friedrich Ritter. Coleocephalocereus purpureus ingår i släktet Coleocephalocereus, och familjen kaktusväxter. Inga underarter finns listade i Catalogue of Life.